# Port lotniczy Prilep
Port lotniczy Prilep – port lotniczy położony w Prilepie, w Macedonii Północnej. Obsługuje połączenia krajowe.